# Can Sans (Sant Vicenç de Montalt)
Can Sans és una obra noucentista de Sant Vicenç de Montalt (Maresme) inclosa a l'Inventari del Patrimoni Arquitectònic de Catalunya.

## Descripció
Edifici aïllat de planta baixa i pis, amb un porxo a la planta baixa i un jardí que l'envolta. Cobertes amb forta pendent i teules vidriades. Té una torre al centre de la casa que sobresurt un pis més i està coberta a quatre vents. Ràfec petit en tot el perímetre. Rajoles de ceràmica a la façana, decorant la planta baixa i les finestres.